# Dysderina granulosa
Dysderina granulosa là một loài nhện trong họ Oonopidae.
Loài này thuộc chi Dysderina. Dysderina granulosa được miêu tả năm 1922 bởi Eugène Simon & Fage.